# Morgan Roadster
Morgan Roadster — спортивный автомобиль, выпускавшийся с 2004 по 2019 год британской компанией Morgan Motor Company.

## Описание
Morgan Roadster дебютировал в 2004 году в роли преемника Morgan Plus 8. Автомобиль идентичен своему предшественнику за исключением 3,7-литрового 24-клапанного двигателя Ford Cyclone V6, который развивает мощность 209 кВт (280 л. с.) при 6000 об/мин и крутящий момент 380 Н·м. В США автомобили поставлялись с кондиционером в качестве стандартной опции. Как и в случае с предшественником, шасси состоит из стандартной конструкции лестничной рамы и изготовлено из оцинкованной стали с пятью трубчатыми или коробчатыми поперечинами. Корпус выполнен из стали и алюминия вокруг рамы из ясеня. Передняя подвеска — сдвижная, стоечная[неизвестный термин], задняя — рессорная. 
В отличие от Plus 8, Roadster выпускался в двух- или четырёхместной конфигурации. Стандартная цветовая гамма — Royal Ivory, Corsa Red, Indigo Blue, Connaught Green и Black.

## Технические характеристики
|                            | Roadster                   |
| Годы производства          | 2004—2019                  |
| Тип двигателя              | V6 (бензиновый)            |
| Объём                      | 3721 см³                   |
| Мощность при об/мин        | 209 кВт (284 л. с.) / 6000 |
| Крутящий момент при об/мин | 380 Н⋅м (352 Н⋅м)*         |
| Привод                     | Задний                     |
| Трансмиссия                | 6-скор. МКПП               |
| Максимальная скорость      | 225 км/ч (217 км/ч)*       |
| Разгон, 0–100 км/ч         | 5,5 сек. (6,0 сек.)*       |
| Расход топлива (л/100 км)  | 9,8 л                      |
| Выбросы CO2                | 230 г/км                   |
| Объём бака                 | 55 л                       |

* Значения в скобках относятся к четырёхместным автомобилям

## Галерея

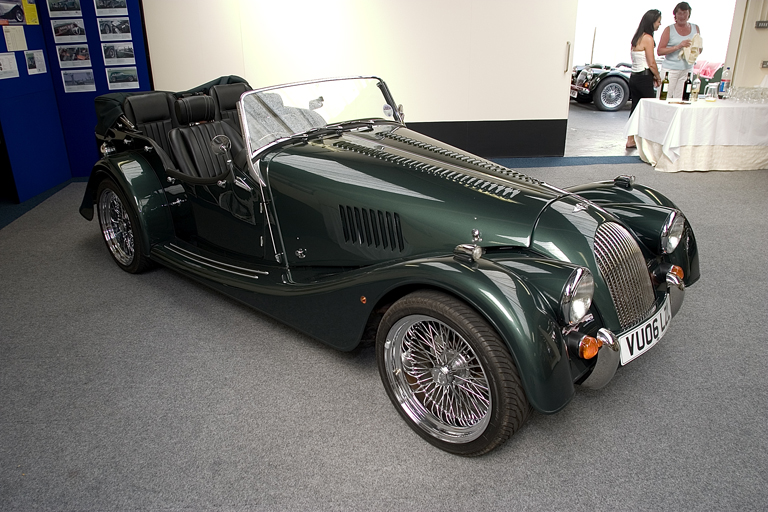
Четырёхместный родстер
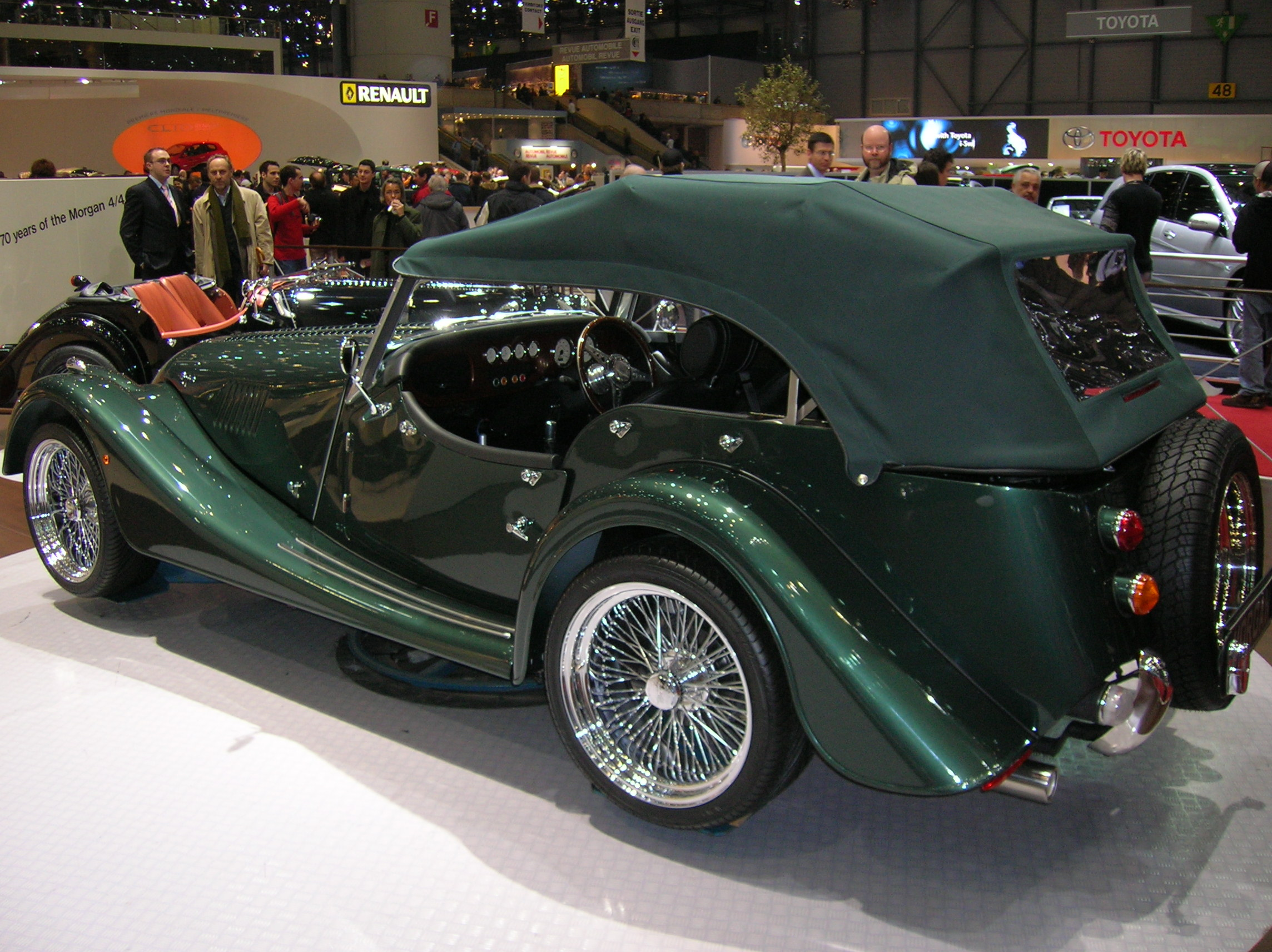
Вид сзади
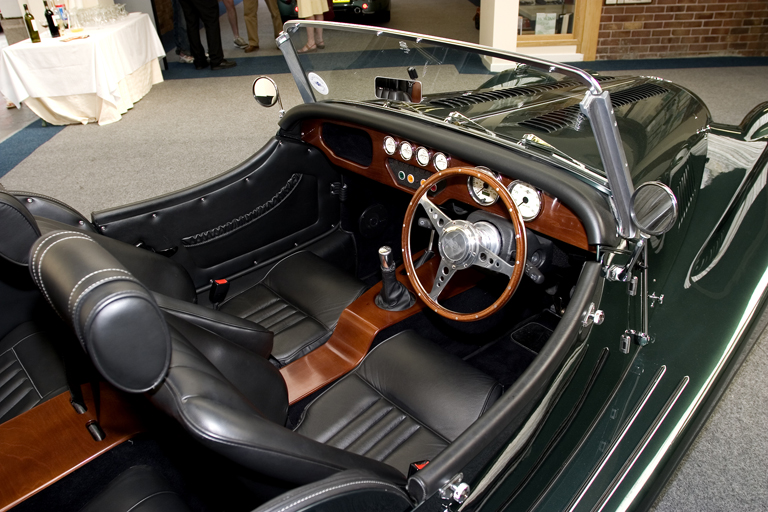
Интерьер
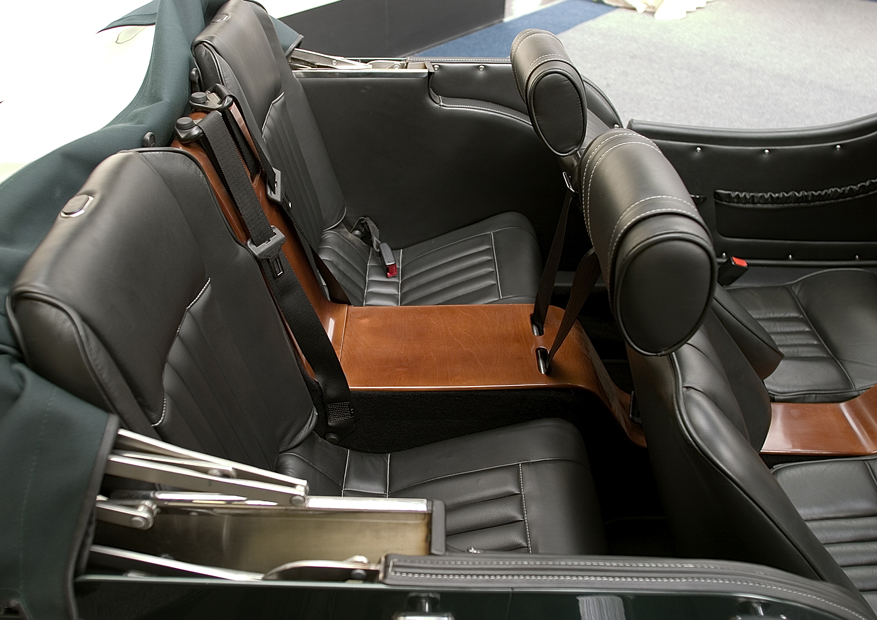
Задние сиденья
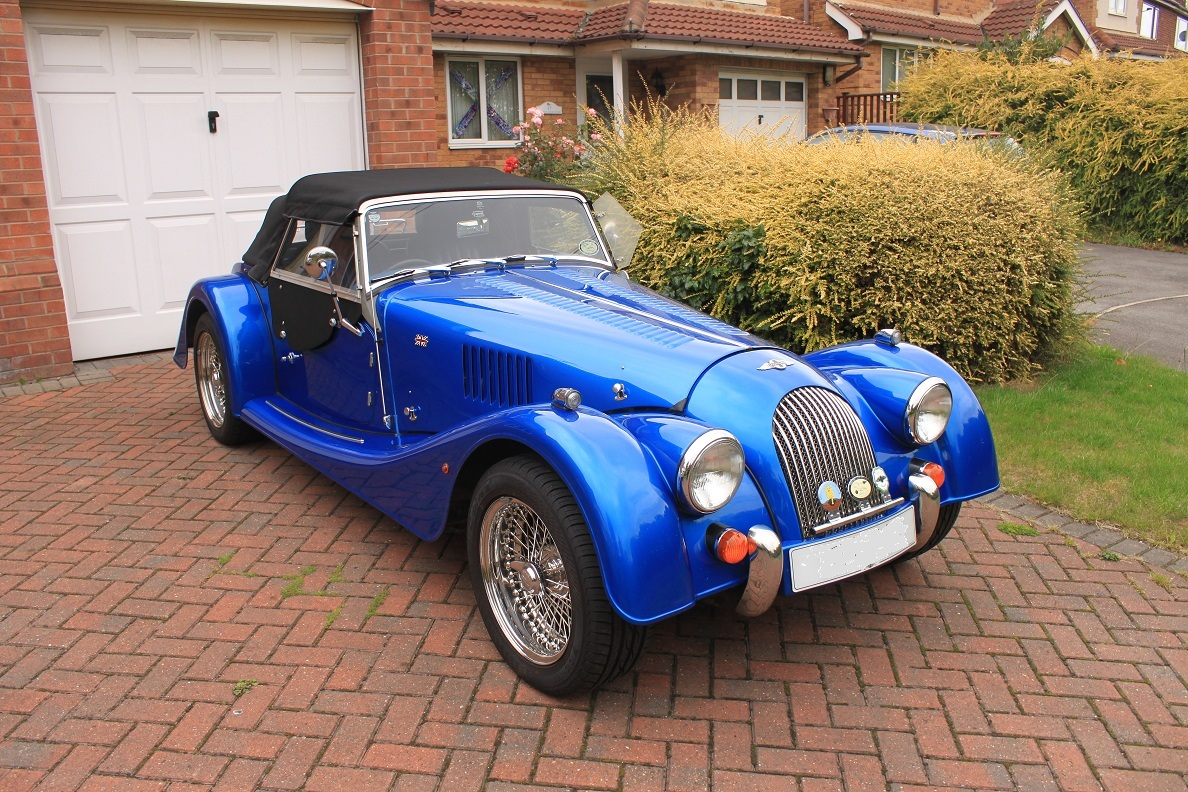
Двухместный родстер, произведённый в 2005 году